# 유글레나류
유글레나류(Euglenozoa) 또는 연두벌레조류는 편모충류 원생생물에 속하는 대형 분류군의 일종이다. 일반적으로 독립 영양 생활을 하는 생물 종들이며, 아주 일부는 사람을 감염시키는 기생 생물이다. 2개의 주요 그룹으로 유글레나강과 운동핵편모충강 이 있다. 유글레나류는 단세포생물이고, 크기는 주로 15-40 µm 정도지만, 일부 유글레나류는 500 µm 정도로 크다.

## 특징
대부분이 단세포이며, 편모가 있어 헤엄쳐다닐 수 있다. 세포벽이 없고 몸은 '주피'라고 하는 탄력성 있는 부드러운 막으로 둘러싸여 있으므로, 형태를 변형시킬 수 있다. 그러나, 트라켈로모나스처럼 '로리카'라고 하는 딱딱한 껍질로 싸여 변형시킬 수 없는 무리도 있다. 유글레나류는 일반적으로 민물에 사는데, 바닷물이 조금 섞이는 곳에서도 자라는 것이 있으며, 드물게는 바다에서 자라는 것도 있다. 전 세계에 약 25속의 450종 정도가 알려져 있으며, 모두 다음과 같은 특징을 갖는다.
1. 핵·엽록체·미토콘드리아 등의 분화된 세포기관을 갖는다.
2. 동화 색소로 엽록소 a와 엽록소 b를 갖는다.
3. 동화 저장 물질은 파라밀론이다.
4. 유주 세포는 끝이 수축되어 있고, 그 밑부분에 편모가 나 있다.
5. 편모는 한쪽 깃꼴(편부형) 구조이다.
6. 이분법(종분열)으로 증식한다.
7. 몸 끝의 안점으로 빛의 방향을 감지하여 그 방향으로 헤엄치는 성질이 있다.

유글레나 조류는 종종 유기물이 흘러드는 연못·늪·도랑·웅덩이 등에 크게 번식하여 물을 녹색으로 만든다. 이러한 현상을 '물의 꽃'이라고 하는데, 이것으로 인해 물의 화학적 성분이 바뀌기도 한다. 물의 꽃을 일으키는 조류에는 유글레나류 외에도 남조식물·녹조식물이 있다.

## 계통 분류
다음은 진핵생물의 계통 분류이다.

|  | 쓰쿠바류                                                      |
|  |                                                               |
|  | \| \| 유글레나류 \| \| \| \| \| \| 이엽상근족충류 \| \| \| \| |
|  |                                                               |
|  | 유글레나류                                                    |
|  |                                                               |
|  | 이엽상근족충류                                                |
|  |                                                               |

|  | 유글레나류     |
|  |                |
|  | 이엽상근족충류 |
|  |                |

|  | 쓰쿠바류                                                      |
|  |                                                               |
|  | \| \| 유글레나류 \| \| \| \| \| \| 이엽상근족충류 \| \| \| \| |
|  |                                                               |
|  | 유글레나류                                                    |
|  |                                                               |
|  | 이엽상근족충류                                                |
|  |                                                               |

|  | 유글레나류     |
|  |                |
|  | 이엽상근족충류 |
|  |                |

|  | CRuMs                                |
|  |                                      |
|  | 아모르페아 (아메바류, 균류, 동물...) |
|  |                                      |

|  | 쓰쿠바류                                                      |
|  |                                                               |
|  | \| \| 유글레나류 \| \| \| \| \| \| 이엽상근족충류 \| \| \| \| |
|  |                                                               |
|  | 유글레나류                                                    |
|  |                                                               |
|  | 이엽상근족충류                                                |
|  |                                                               |

|  | 유글레나류     |
|  |                |
|  | 이엽상근족충류 |
|  |                |

|  | 쓰쿠바류                                                      |
|  |                                                               |
|  | \| \| 유글레나류 \| \| \| \| \| \| 이엽상근족충류 \| \| \| \| |
|  |                                                               |
|  | 유글레나류                                                    |
|  |                                                               |
|  | 이엽상근족충류                                                |
|  |                                                               |

|  | 유글레나류     |
|  |                |
|  | 이엽상근족충류 |
|  |                |

|  | CRuMs                                |
|  |                                      |
|  | 아모르페아 (아메바류, 균류, 동물...) |
|  |                                      |